# بروميليا نصف كروية
بروميليا نصف كروية (الاسم العلمي:Bromelia hemisphaerica) هو نوع نباتي يتبع جنس البروميليا من فصيلة البروميلية.